# Gestreepte bremspanner
De gestreepte bremspanner (Perconia strigillaria) is een nachtvlinder uit de familie van de spanners (Geometridae). 

## Kenmerken
De voorvleugellengte bedraagt tussen de 15 en 20 mm. De basiskleur van de voorvleugel is lichtgrijs, met bruine dwarslijnen over de vleugels. De voorvleugel valt verder op door zijn puntigheid.

## Levenscyclus
De gestreepte bremspanner gebruikt brem en struikhei als waardplanten. De rups is te vinden van augustus tot mei en overwintert. Er is jaarlijks een generatie die vliegt van halverwege mei tot in juni.

## Voorkomen
De soort komt verspreid van de Britse eilanden en het Middellandse Zeegebied tot Siberië en Mongolië voor. De gestreepte bremspanner is in Nederland een zeldzame en in België een schaarse soort. 